# Светско првенство у рукомету за жене 2021.
Светско првенство у рукомету за жене 2021. (енгл. 2021 World Women's Handball Championship) било је 25. издање женског светског рукометног шампионата под окриљем Међународне рукометне федерације (ИХФ). Првенство се одржавало у Шпанији, од 1. до 19. децембра.
На конгресу у Дохи у Катару, који је одржан 18. октобра 2018, ИХФ је одлучио да од 2021. година до даљег на светским првенствима више неће учествовати 24, већ 32 екипе.
Титулу шампиона је бранила репрезентација Холандије након што је по први пут била првак 2019. године. Ове године, Холађанке су завршиле на трећем месту у главној фази такмичења и тиме нису успеле да прођу у четвртфинале.
У финалу су се састале селекције Норвешке и Француске. Норвежанке су добиле утакмицу с резултатом 29 : 22 и тако су по четврти пут постале светски прваци. Данска је осигурала бронзану медаљу победивши Шпанију у утакмици за треће место.

## Дворане
Првенство се одржава у следећим градовима: Лирија, Торевијеха, Кастељон де ла Плана и Гранољерс.
| Гранољерс                                     | Лирија                                       |
| --------------------------------------------- | -------------------------------------------- |
| Палата спортова Гранољерс Капацитет: 5685     | Спортски центар Pla de L'Arc Капацитет: 4200 |
|                                               |                                              |
| Кастељон де ла ПланаГраноњерсЛиријаТоревијеха |                                              |
| Кастељон де ла Плана                          | Торевијеха                                   |
| Градска дворана Кастељон Капацитет: 5,263     | Палата спортова Торевијеха Капацитет: 4,500  |
|                                               |                                              |

## Квалификације
| Такмичење                                  | Датум                                  | Домаћин   | Квалификован |
| ------------------------------------------ | -------------------------------------- | --------- | --- |
| Домаћин                                    | 28. јануар 2017.                       | Француска | Шпанија |
| Светско првенство 2019.                    | 30. новембар — 19. децембар 2019.      | Јапан     | Холандија |
| Јужно и средњоамеричко првенство 2021.     | 5. октобар — 9. октобар 2021.          | ПАР       | Аргентина · Бразил · Парагвај                                                                                        |
| Европско првенство 2020.                   | 3. децембар — 20. децембар 2020.       | Данска    | Хрватска · Данска · Француска · Норвешка                                                                             |
| Азијско првенство 2021.                    | 15. септембар — 21. септембар 2021.    | Јордан    | Иран · Јапан · Казахстан · Јужна Кореја · Узбекистан                                                                 |
| Афричко првенство 2021.                    | 8. јун — 18. јун 2021.                 | Камерун   | Ангола · Камерун · Конго · Тунис                                                                                     |
| Северноамеричко и карипско првенство 2021. | 22. август — 25. август 2021.          | САД       | Порторико |
| Европске квалификацијае                    | 19. март — 21. април 2021. године      | Разни     | Аустрија · Чешка · Немачка · Мађарска · Црна Гора · Румунија · Рукометни савез Русије · Србија · Словенија · Шведска |
| Вајлд кард                                 | 8. август — 23. септембар 2021. године | Разни     | Словачка · Пољска · Кина                                                                                             |

## Квалификоване репрезентације
| Селекција              | Квалификован као/преко                                        | Датум квалификације   | Прошла учешћа на такмичењу |
| ---------------------- | ------------------------------------------------------------- | --------------------- | --- |
| Шпанија                | Домаћин                                                       | 28. јануар 2018.      | 10 (1993, 2001, 2003, 2007, 2009, 2011, 2013, 2015, 2017, 2019)                                                                                     |
| Холандија              | Бранилац титуле                                               | 15. децембар 2019.    | 12 ( 1971, 1973, 1978, 1986, 1999, 2001, 2005, 2011, 2013, 2015, 2017, 2019)                                                                        |
| Аргентина              | Топ три селекције на Јужном и средњоамеричком првенству 2021. | 7. - 9. октобар 2021. | 10 (1999, 2003, 2005, 2007, 2009, 2011, 2013, 2015, 2017, 2019)                                                                                     |
| Бразил                 | Топ три селекције на Јужном и средњоамеричком првенству 2021. | 7. - 9. октобар 2021. | 13 (1995, 1997, 1999, 2001, 2003, 2005, 2007, 2009, 2011, 2013, 2015, 2017, 2019)                                                                   |
| Парагвај               | Топ три селекције на Јужном и средњоамеричком првенству 2021. | 7. - 9. октобар 2021. | 3 (2007, 2013, 2017) |
| Кина                   | Вајлд кард                                                    | 23. септембар 2021.   | 16 (1986, 1990, 1993, 1995, 1997, 1999, 2001, 2003, 2005, 2007, 2009, 2011, 2013, 2015, 2017, 2019)                                                 |
| Казахстан              | Топ пет селекције на Азијском првенству 2021.                 | 19. септембар 2021.   | 5 (2007, 2009, 2011, 2015, 2019) |
| Јужна Кореја           | Топ пет селекције на Азијском првенству 2021.                 | 19. септембар 2021.   | 18 (1978, 1982, 1986, 1990, 1993, 1995, 1997, 1999, 2001, 2003, 2005, 2007, 2009, 2011, 2013, 2015, 2017, 2019)                                     |
| Иран                   | Топ пет селекције на Азијском првенству 2021.                 | 21. септембар 2021.   | дебитант |
| Јапан                  | Топ пет селекције на Азијском првенству 2021.                 | 21. септембар 2021.   | 19 (1962, 1965, 1971, 1973, 1975, 1986, 1995, 1997, 1999, 2001, 2003, 2005, 2007, 2009, 2011, 2013, 2015, 2017, 2019)                               |
| Узбекистан             | Топ пет селекције на Азијском првенству 2021.                 | 25. септембар 2021.   | 1 (1997) |
| Ангола                 | Полуфиналиста Афричког првенства 2021.                        | 15. јун 2021.         | 15 (1990, 1993, 1995, 1997, 1999, 2001, 2003, 2005, 2007, 2009, 2011, 2013, 2015, 2017, 2019)                                                       |
| Тунис                  | Полуфиналиста Афричког првенства 2021.                        | 15. јун 2021.         | 9 (1975, 2001, 2003, 2007, 2009, 2011, 2013, 2015, 2017)                                                                                            |
| Конго                  | Полуфиналиста Афричког првенства 2021.                        | 15. јун 2021.         | 5 (1982, 1999, 2001, 2007, 2009) |
| Камерун                | Полуфиналиста Афричког првенства 2021.                        | 15. јун 2021.         | 2 (2005, 2017) |
| Порторико              | Шампион Северноамеричког и карипског првенства 2021.          | 25. август 2021.      | 1 (2015) |
| Норвешка               | Полуфиналиста Европског првенства 2020.                       | 12. децембар 2020.    | 20 (1971, 1973, 1975, 1982, 1986, 1990, 1993, 1995, 1997, 1999, 2001, 2003, 2005, 2007, 2009, 2011, 2013, 2015, 2017, 2019)                         |
| Француска              | Полуфиналиста Европског првенства 2020.                       | 15. децембар 2020.    | 14 (1986, 1990, 1997, 1999, 2001, 2003, 2005, 2007, 2009, 2011, 2013, 2015, 2017, 2019)                                                             |
| Хрватска               | Полуфиналиста Европског првенства 2020.                       | 15. децембар 2020.    | 6 (1995, 1997, 2003, 2005, 2007, 2011) |
| Данска                 | Полуфиналиста Европског првенства 2020.                       | 15. децембар 2020.    | 21 (1957, 1962, 1965, 1971, 1973, 1975, 1990, 1993, 1995, 1997, 1999, 2001, 2003, 2005, 2009, 2011, 2013, 2015, 2017, 2019)                         |
| Мађарска               | Победник европског плеј-офа                                   | 18. април 2021.       | 22 (1957, 1962, 1965, 1971, 1973, 1975, 1978, 1982, 1986, 1993, 1995, 1997, 1999, 2001, 2003, 2005, 2007, 2009, 2013, 2015, 2017, 2019)             |
| Црна Гора              | Победник европског плеј-офа                                   | 20. април 2021.       | 5 (2011, 2013, 2015, 2017, 2019) |
| Немачка                | Победник европског плеј-офа                                   | 20. април 2021.       | 12 (1993, 1995, 1997, 1999, 2003, 2005, 2007, 2009, 2011, 2013, 2015, 2017, 2019)                                                                   |
| Аустрија               | Победник европског плеј-офа                                   | 20. април 2021.       | 12 (1957, 1986, 1990, 1993, 1995, 1997, 1999, 2001, 2003, 2005, 2007, 2009)                                                                         |
| Рукометни савез Русије | Победник европског плеј-офа                                   | 20. април 2021.       | 13 (1993, 1995, 1997, 1999, 2001, 2003, 2005, 2007, 2009, 2011, 2015, 2017, 2019)                                                                   |
| Чешка                  | Победник европског плеј-офа                                   | 20. април 2021.       | 6 (1995, 1997, 1999, 2003, 2013, 2017) |
| Шведска                | Победник европског плеј-офа                                   | 21. април 2021.       | 10 (1957, 1990, 1993, 1995, 2001, 2009, 2011, 2015, 2017, 2019)                                                                                     |
| Србија                 | Победник европског плеј-офа                                   | 21. април 2021.       | 4 (2013, 2015, 2017, 2019) |
| Словенија              | Победник европског плеј-офа                                   | 21. април 2021.       | 6 (1997, 2001, 2003, 2005, 2017, 2019) |
| Румунија               | Победник европског плеј-офа                                   | 21. април 2021.       | 24 (1957, 1962, 1965, 1971, 1973, 1975, 1978, 1982, 1986, 1990, 1993, 1995, 1997, 1999, 2001, 2003, 2005, 2007, 2009, 2011, 2013, 2015, 2017, 2019) |
| Словачка               | Вајлд кард                                                    | 8. август 2021.       | 1 (1995) |
| Пољска                 | Вајлд кард                                                    | 8. август 2021.       | 16 (1957, 1962, 1965, 1973, 1975, 1978, 1986, 1990, 1993, 1997, 1999, 2005, 2007, 2013, 2015, 2017)                                                 |

 1 Подебљане године означавају шампиона такмичења за ту годину, а косе године означавају домаћина за ту годину. 

## Жреб
Жреб је одржан 12. августа 2021. у Кастељону, Шпанија.
Састави шешира пред жреб били су следећи:
| Први шешир                                                                                          | Други шешир                                                                            | Трећи шешир                                                                     | Четврти шешир                                                                 |
| --------------------------------------------------------------------------------------------------- | -------------------------------------------------------------------------------------- | ------------------------------------------------------------------------------- | ----------------------------------------------------------------------------- |
| - Холандија - Норвешка - Шпанија - Француска - Хрватска - Данска - Рукометни савез Русије - Немачка | - Црна Гора - Мађарска - Шведска - Јужна Кореја - Јапан - Румунија - Србија - Аустрија | - Ангола - Бразил - Аргентина - Камерун - Чешка - Тунис - Порторико - Казахстан | - Иран - Словенија - Словачка - Узбекистан - Кина - Конго - Парагвај - Пољска |

## Судије
Изабрано је 18 судијских парова 12. октобра 2021. године.
| Судије              | Судије                             |
| ------------------- | ---------------------------------- |
| Алжир               | Јусуф Белхири Сид Али Хамиди       |
| Аргентина           | Марија Паолантони Маријана Гарсија |
| Босна и Херцеговина | Амар Коњичанин Дино Коњичанин      |
| Хрватска            | Давор Лончар Зоран Лончар          |
| Данска              | Карина Кристијансен Лине Хансен    |
| Египат              | Јасмина Ел Сајед Хејди Ел Сајед    |
| Француска           | Карим Гасми Рауф Гасми             |
| Немачка             | Мајке Мерц Тања Кутлер             |
| Молдавија           | Алексеј Ковалчук Игор Ковалчук     |

| Судије       | Судије                               |
| ------------ | ------------------------------------ |
| Црна Гора    | Новица Митровић Миљан Вешовић        |
| Португалија  | Марта Са Ванија Са                   |
| Румунија     | Кристина Настасе Симона Станку       |
| Русија       | Викторија Алпаидзе Татјана Березкина |
| Србија       | Марко Секулић Владимир Јовандић      |
| Јужна Кореја | Ку Бо Ок Ли Се Ок                    |
| Шпанија      | Хавијер Алварез Ион Бустаманте       |
| Тунис        | Самир Крихен Самир Махлуф            |
| Турска       | Куршад Ердоган Ибрахим Оздениз       |

## Прелиминарно коло
Сва времена су локална (UTC+1).

### Група А
| Pos | Тим       | О | П | Н | И | ГД | ГП | ГР  | Бод. | Qualification    |
| --- | --------- | - | - | - | - | -- | -- | --- | ---- | ---------------- |
| 1   | Француска | 3 | 3 | 0 | 0 | 83 | 57 | +26 | 6    | Главно коло      |
| 2   | Словенија | 3 | 1 | 1 | 1 | 71 | 72 | −1  | 3    | Главно коло      |
| 3   | Црна Гора | 3 | 1 | 0 | 2 | 67 | 72 | −5  | 2    | Главно коло      |
| 4   | Ангола    | 3 | 0 | 1 | 2 | 65 | 85 | −20 | 1    | Председнички куп |

| 3. децембар 2021. 18.00 | Француска       | 30 : 20  | Ангола     | Палата спортова Гранољерс, Гранољерс Гледалаца: 791 Судије: Лончар, Лончар |
| 3. децембар 2021. 18.00 | Фопа, Граније 4 | (13 : 9) | Венансио 5 | Палата спортова Гранољерс, Гранољерс Гледалаца: 791 Судије: Лончар, Лончар |
| 3. децембар 2021. 18.00 | 4×              | Детаљи   | 7× 1×      | Палата спортова Гранољерс, Гранољерс Гледалаца: 791 Судије: Лончар, Лончар |

| 3. децембар 2021. 20.30 | Црна Гора   | 18 : 28 | Словенија | Палата спортова Гранољерс, Гранољерс Гледалаца: 1007 Судије: Алварез, Бустаменте |
| 3. децембар 2021. 20.30 | Радичевић 7 | Детаљи  | Грос 6    | Палата спортова Гранољерс, Гранољерс Гледалаца: 1007 Судије: Алварез, Бустаменте |
| 3. децембар 2021. 20.30 |             |         |           | Палата спортова Гранољерс, Гранољерс Гледалаца: 1007 Судије: Алварез, Бустаменте |

| 5. децембар 2021. 18.00 | Словенија | 18 : 29  | Француска   | Палата спортова Гранољерс, Гранољерс Судије: Са, Са |
| 5. децембар 2021. 18.00 | Варагић 6 | (8 : 13) | Нзе Минко 6 | Палата спортова Гранољерс, Гранољерс Судије: Са, Са |
| 5. децембар 2021. 18.00 | 5× 1×     | Детаљи   | 3× 1×       | Палата спортова Гранољерс, Гранољерс Судије: Са, Са |

| 5. децембар 2021. 20.30 | Црна Гора    | 30 : 20  | Ангола   | Палата спортова Гранољерс, Гранољерс Судије: Гарсија, Паолантони |
| 5. децембар 2021. 20.30 | Радичевић 12 | (11 : 9) | Гујало 6 | Палата спортова Гранољерс, Гранољерс Судије: Гарсија, Паолантони |
| 5. децембар 2021. 20.30 | 2× 1×        | Детаљи   | 2× 1×    | Палата спортова Гранољерс, Гранољерс Судије: Гарсија, Паолантони |

| 7. децембар 2021. 18.00 | Ангола    | 25 : 25   | Словенија | Палата спортова Гранољерс, Гранољерс Судије: Настасе, Станку |
| 7. децембар 2021. 18.00 | Паскоал 7 | (14 : 13) | Грос 12   | Палата спортова Гранољерс, Гранољерс Судије: Настасе, Станку |
| 7. децембар 2021. 18.00 | 2×        | Детаљи    | 2× 1×     | Палата спортова Гранољерс, Гранољерс Судије: Настасе, Станку |

| 7. децембар 2021. 20.30 | Француска | 24 : 19   | Црна Гора   | Палата спортова Гранољерс, Гранољерс Судије: Белхири, Хамиди |
| 7. децембар 2021. 20.30 | Ласурс 6  | (12 : 12) | Радичевић 7 | Палата спортова Гранољерс, Гранољерс Судије: Белхири, Хамиди |
| 7. децембар 2021. 20.30 | 2× 3×     | Детаљи    | 4× 1×       | Палата спортова Гранољерс, Гранољерс Судије: Белхири, Хамиди |

### Група Б
| Pos | Тим                    | О | П | Н | И | ГД | ГП  | ГР  | Бод. | Qualification    |
| --- | ---------------------- | - | - | - | - | -- | --- | --- | ---- | ---------------- |
| 1   | Рукометни савез Русије | 3 | 3 | 0 | 0 | 98 | 63  | +35 | 6    | Главно коло      |
| 2   | Србија                 | 3 | 2 | 0 | 1 | 90 | 71  | +19 | 4    | Главно коло      |
| 3   | Пољска                 | 3 | 1 | 0 | 2 | 77 | 70  | +7  | 2    | Главно коло      |
| 4   | Камерун                | 3 | 0 | 0 | 3 | 55 | 116 | −61 | 0    | Председнички куп |

| 3. децембар 2021. 18.00 | Рукометни савез Русије | 40 : 18   | Камерун | Спортски центар Pla de L'Arc, Лирија Судије: Ку, Ли |
| 3. децембар 2021. 18.00 | Маркова 6              | (17 : 10) | Еко 4   | Спортски центар Pla de L'Arc, Лирија Судије: Ку, Ли |
| 3. децембар 2021. 18.00 | 3×                     | Детаљи    | 3×      | Спортски центар Pla de L'Arc, Лирија Судије: Ку, Ли |

| 3. децембар 2021. 20.30 | Србија      | 25 : 21   | Пољска   | Спортски центар Pla de L'Arc, Лирија Судије: Гасми, Гасми |
| 3. децембар 2021. 20.30 | Јањушевић 7 | (16 : 13) | Росјак 6 | Спортски центар Pla de L'Arc, Лирија Судије: Гасми, Гасми |
| 3. децембар 2021. 20.30 | 4× 1×       | Детаљи    | 4× 2×    | Спортски центар Pla de L'Arc, Лирија Судије: Гасми, Гасми |

| 5. децембар 2021. 18.00 | Пољска   | 23 : 26   | Рукометни савез Русије | Спортски центар Pla de L'Arc, Лирија Судије: Кристијансен, Хансен |
| 5. децембар 2021. 18.00 | Росјак 8 | (10 : 16) | Иљина 8                | Спортски центар Pla de L'Arc, Лирија Судије: Кристијансен, Хансен |
| 5. децембар 2021. 18.00 | 2×       | Детаљи    | 3× 1×                  | Спортски центар Pla de L'Arc, Лирија Судије: Кристијансен, Хансен |

| 5. децембар 2021. 20.30 | Србија      | 43 : 18  | Камерун | Спортски центар Pla de L'Arc, Лирија Судије: Белхири, Хамиди |
| 5. децембар 2021. 20.30 | М. Агбаба 7 | (19 : 9) | Еко 7   | Спортски центар Pla de L'Arc, Лирија Судије: Белхири, Хамиди |
| 5. децембар 2021. 20.30 | 1×          | Детаљи   | 6× 1×   | Спортски центар Pla de L'Arc, Лирија Судије: Белхири, Хамиди |

| 7. децембар 2021. 18.00 | Камерун | 19 : 33  | Пољска  | Спортски центар Pla de L'Arc, Лирија Судије: Са, Са |
| 7. децембар 2021. 18.00 | Еко 9   | (7 : 16) | Рошак 9 | Спортски центар Pla de L'Arc, Лирија Судије: Са, Са |
| 7. децембар 2021. 18.00 | 6×      | Детаљи   | 4×      | Спортски центар Pla de L'Arc, Лирија Судије: Са, Са |

| 7. децембар 2021. 20.30 | Рукометни савез Русије | 32 : 22  | Србија                     | Спортски центар Pla de L'Arc, Лирија Судије: Мерц, Кутлер |
| 7. децембар 2021. 20.30 | Манагарова 7           | (15 : 9) | Радојевић, Стоиљковић по 4 | Спортски центар Pla de L'Arc, Лирија Судије: Мерц, Кутлер |
| 7. децембар 2021. 20.30 | 3×                     | Детаљи   | 4× 1×                      | Спортски центар Pla de L'Arc, Лирија Судије: Мерц, Кутлер |

### Група Ц
| Pos | Тим       | О | П | Н | И | ГД  | ГП  | ГР  | Бод. | Qualification    |
| --- | --------- | - | - | - | - | --- | --- | --- | ---- | ---------------- |
| 1   | Норвешка  | 3 | 3 | 0 | 0 | 120 | 49  | +71 | 6    | Главно коло      |
| 2   | Румунија  | 3 | 2 | 0 | 1 | 99  | 61  | +38 | 4    | Главно коло      |
| 3   | Казахстан | 3 | 1 | 0 | 2 | 66  | 109 | −43 | 2    | Главно коло      |
| 4   | Иран      | 3 | 0 | 0 | 3 | 45  | 111 | −66 | 0    | Председнички куп |

| 3. децембар 2021. 18.00 | Румунија       | 39 : 11  | Иран          | Градска дворана Кастељон, Кастељон де ла Плана Судије: Алпаидзе, Березкина |
| 3. децембар 2021. 18.00 | Динке, Ласло 6 | (20 : 3) | Ватанпараст 6 | Градска дворана Кастељон, Кастељон де ла Плана Судије: Алпаидзе, Березкина |
| 3. децембар 2021. 18.00 | 1×             | Детаљи   | 2× 1×         | Градска дворана Кастељон, Кастељон де ла Плана Судије: Алпаидзе, Березкина |

| 3. децембар 2021. 20.30 | Норвешка | 46 : 18   | Казахстан      | Градска дворана Кастељон, Кастељон де ла Плана Судије: Ердоган, Оздениз |
| 3. децембар 2021. 20.30 | Ховден 7 | (24 : 10) | Александрова 7 | Градска дворана Кастељон, Кастељон де ла Плана Судије: Ердоган, Оздениз |
| 3. децембар 2021. 20.30 | 3× 1×    | Детаљи    |                | Градска дворана Кастељон, Кастељон де ла Плана Судије: Ердоган, Оздениз |

| 5. децембар 2021. 18.00 | Румунија | 38 : 17  | Казахстан      | Градска дворана Кастељон, Кастељон де ла Плана Судије: Ел Сајед, Ел Сајед |
| 5. децембар 2021. 18.00 | Моиса 6  | (14 : 9) | Александрова 8 | Градска дворана Кастељон, Кастељон де ла Плана Судије: Ел Сајед, Ел Сајед |
| 5. децембар 2021. 18.00 | 3×       | Детаљи   | 1×             | Градска дворана Кастељон, Кастељон де ла Плана Судије: Ел Сајед, Ел Сајед |

| 5. децембар 2021. 20.30 | Иран              | 9 : 41   | Норвешка           | Градска дворана Кастељон, Кастељон де ла Плана Судије: Коњичанин, Коњичанин |
| 5. децембар 2021. 20.30 | три играчице по 2 | (3 : 22) | Ресберг Јакобсен 7 | Градска дворана Кастељон, Кастељон де ла Плана Судије: Коњичанин, Коњичанин |
| 5. децембар 2021. 20.30 | 3×                | Детаљи   | 1×                 | Градска дворана Кастељон, Кастељон де ла Плана Судије: Коњичанин, Коњичанин |

| 7. децембар 2021. 18.00 | Казахстан      | 31 : 25   | Иран       | Градска дворана Кастељон, Кастељон де ла Плана Судије: Гарсија, Паолантони |
| 7. децембар 2021. 18.00 | Александрова 8 | (14 : 10) | Кинијара 6 | Градска дворана Кастељон, Кастељон де ла Плана Судије: Гарсија, Паолантони |
| 7. децембар 2021. 18.00 | 6×             | Детаљи    | 4×         | Градска дворана Кастељон, Кастељон де ла Плана Судије: Гарсија, Паолантони |

| 7. децембар 2021. 20.30 | Норвешка       | 33 : 22   | Румунија | Градска дворана Кастељон, Кастељон де ла Плана Судије: Митровић, Вешовић |
| 7. децембар 2021. 20.30 | Братсет Дале 7 | (17 : 11) | Ласло 6  | Градска дворана Кастељон, Кастељон де ла Плана Судије: Митровић, Вешовић |
| 7. децембар 2021. 20.30 | 2×             | Детаљи    | 4× 2×    | Градска дворана Кастељон, Кастељон де ла Плана Судије: Митровић, Вешовић |

### Група Д
| Pos | Тим        | О | П | Н | И | ГД  | ГП  | ГР  | Бод. | Qualification    |
| --- | ---------- | - | - | - | - | --- | --- | --- | ---- | ---------------- |
| 1   | Холандија  | 3 | 2 | 1 | 0 | 144 | 63  | +81 | 5    | Главно коло      |
| 2   | Шведска    | 3 | 2 | 1 | 0 | 125 | 56  | +69 | 5    | Главно коло      |
| 3   | Порторико  | 3 | 1 | 0 | 2 | 55  | 127 | −72 | 2    | Главно коло      |
| 4   | Узбекистан | 3 | 0 | 0 | 3 | 56  | 134 | −78 | 0    | Председнички куп |

1. 1 2  Резултат утакмице Холандија—Шведска износио је 31 : 31.

| 3. децембар 2021. 18.00 | Холандија             | 55 : 16  | Порторико | Палата спортова Торевијеха, Торевијеха Гледалаца: 548 Судије: Ковалчук, Ковалчук |
| 3. децембар 2021. 18.00 | Волебрегт, ветеринг 8 | (23 : 6) | Себаљос 5 | Палата спортова Торевијеха, Торевијеха Гледалаца: 548 Судије: Ковалчук, Ковалчук |
| 3. децембар 2021. 18.00 | 1×                    | Детаљи   |           | Палата спортова Торевијеха, Торевијеха Гледалаца: 548 Судије: Ковалчук, Ковалчук |

| 3. децембар 2021. 20.30 | Шведска | 46 : 15   | Узбекистан                     | Палата спортова Торевијеха, Торевијеха Гледалаца: 1138 Судије: Секулић, Јовандић |
| 3. децембар 2021. 20.30 | Лерби 6 | (22 : 11) | Кудојкулова , Разакбергенова 3 | Палата спортова Торевијеха, Торевијеха Гледалаца: 1138 Судије: Секулић, Јовандић |
| 3. децембар 2021. 20.30 | 1×      | Детаљи    |                                | Палата спортова Торевијеха, Торевијеха Гледалаца: 1138 Судије: Секулић, Јовандић |

| 5. децембар 2021. 15.30 | Шведска   | 48 : 10  | Порторико | Палата спортова Торевијеха, Торевијеха Гледалаца: 907 Судије: Кутлер, Мерц |
| 5. децембар 2021. 15.30 | Хагман 19 | (26 : 5) | Себаљос 3 | Палата спортова Торевијеха, Торевијеха Гледалаца: 907 Судије: Кутлер, Мерц |
| 5. децембар 2021. 15.30 | 4× 2×     | Детаљи   | 5×        | Палата спортова Торевијеха, Торевијеха Гледалаца: 907 Судије: Кутлер, Мерц |

| 5. децембар 2021. 18.00 | Узбекистан                | 17 : 58   | Холандија     | Палата спортова Торевијеха, Торевијеха Гледалаца: 1009 Судије: Митровић, Вешовић |
| 5. децембар 2021. 18.00 | Абдуманонова, Бахромова 4 | (10 : 28) | Бонт, Нусер 7 | Палата спортова Торевијеха, Торевијеха Гледалаца: 1009 Судије: Митровић, Вешовић |
| 5. децембар 2021. 18.00 | 4×                        | Детаљи    | 1×            | Палата спортова Торевијеха, Торевијеха Гледалаца: 1009 Судије: Митровић, Вешовић |

| 7. децембар 2021. 18.00 | Порторико | 30 : 24   | Узбекистан     | Палата спортова Торевијеха, Торевијеха Гледалаца: 571 Судије: Крихен, Махлуф |
| 7. децембар 2021. 18.00 | Себаљос 9 | (14 : 12) | Кудојкулова 10 | Палата спортова Торевијеха, Торевијеха Гледалаца: 571 Судије: Крихен, Махлуф |
| 7. децембар 2021. 18.00 | 4× 2×     | Детаљи    | 2× 1×          | Палата спортова Торевијеха, Торевијеха Гледалаца: 571 Судије: Крихен, Махлуф |

| 7. децембар 2021. 20.30 | Холандија | 31 : 31   | Шведска   | Палата спортова Торевијеха, Торевијеха Гледалаца: 1825 Судије: Коњичанин, Коњичанин |
| 7. децембар 2021. 20.30 | Бонт 6    | (17 : 18) | Робертс 8 | Палата спортова Торевијеха, Торевијеха Гледалаца: 1825 Судије: Коњичанин, Коњичанин |
| 7. децембар 2021. 20.30 | 3×        | Детаљи    | 3×        | Палата спортова Торевијеха, Торевијеха Гледалаца: 1825 Судије: Коњичанин, Коњичанин |

### Група Е
| Pos | Тим      | О | П | Н | И | ГД | ГП | ГР  | Бод. | Qualification    |
| --- | -------- | - | - | - | - | -- | -- | --- | ---- | ---------------- |
| 1   | Немачка  | 3 | 3 | 0 | 0 | 92 | 67 | +25 | 6    | Главно коло      |
| 2   | Мађарска | 3 | 2 | 0 | 1 | 91 | 83 | +8  | 4    | Главно коло      |
| 3   | Чешка    | 3 | 1 | 0 | 2 | 74 | 86 | −12 | 2    | Главно коло      |
| 4   | Словачка | 3 | 0 | 0 | 3 | 74 | 95 | −21 | 0    | Председнички куп |

| 2. децембар 2021. 18.00 | Немачка   | 31 : 21   | Чешка             | Спортски центар , Лирија Судије: Белхири, Хамиди |
| 2. децембар 2021. 18.00 | Мајдхоф 5 | (17 : 10) | три играчице по 4 | Спортски центар , Лирија Судије: Белхири, Хамиди |
| 2. децембар 2021. 18.00 | 3× 1×     | Детаљи    | 3× 1×             | Спортски центар , Лирија Судије: Белхири, Хамиди |

| 2. децембар 2021. 20.30 | Мађарска         | 35 : 29   | Словачка   | Спортски центар , Лирија Судије: Кристијансен, Хансен |
| 2. децембар 2021. 20.30 | Хафра, Клујбер 7 | (16 : 16) | Бизикова 8 | Спортски центар , Лирија Судије: Кристијансен, Хансен |
| 2. децембар 2021. 20.30 | 2×               | Детаљи    | 3×         | Спортски центар , Лирија Судије: Кристијансен, Хансен |

| 4. децембар 2021. 18.00 | Словачка             | 22 : 36   | Немачка    | Спортски центар , Лирија Судије: Ку, Ли |
| 4. децембар 2021. 18.00 | Бајчиова, Бизикова 4 | (12 : 17) | Гријзелс 6 | Спортски центар , Лирија Судије: Ку, Ли |
| 4. децембар 2021. 18.00 | 3×                   | Детаљи    | 3×         | Спортски центар , Лирија Судије: Ку, Ли |

| 4. децембар 2021. 20.30 | Мађарска   | 32 : 29   | Чешка         | Спортски центар , Лирија Судије: Гасми, Гасми |
| 4. децембар 2021. 20.30 | Клујбер 11 | (17 : 15) | Јержабкова 10 | Спортски центар , Лирија Судије: Гасми, Гасми |
| 4. децембар 2021. 20.30 | 7× 2×      | Детаљи    | 2×            | Спортски центар , Лирија Судије: Гасми, Гасми |

| 6. децембар 2021. 18.00 | Чешка                | 24 : 23   | Словачка | Спортски центар , Лирија Судије: Ердоган, Оздениз |
| 6. децембар 2021. 18.00 | Јержабкова, Захова 4 | (15 : 14) | Ланц 5   | Спортски центар , Лирија Судије: Ердоган, Оздениз |
| 6. децембар 2021. 18.00 | 3× 1×                | Детаљи    | 2× 1×    | Спортски центар , Лирија Судије: Ердоган, Оздениз |

| 6. децембар 2021. 20.30 | Немачка            | 25 : 24  | Мађарска | Спортски центар , Лирија Судије: Алварез, Бустаманте |
| 6. децембар 2021. 20.30 | Мајдхоф, Шмелцер 5 | (14 : 9) | Лукач 5  | Спортски центар , Лирија Судије: Алварез, Бустаманте |
| 6. децембар 2021. 20.30 | 3× 1×              | Детаљи   | 3×       | Спортски центар , Лирија Судије: Алварез, Бустаманте |

### Група Ф
| Pos | Тим          | О | П | Н | И | ГД  | ГП | ГР  | Бод. | Qualification    |
| --- | ------------ | - | - | - | - | --- | -- | --- | ---- | ---------------- |
| 1   | Данска       | 3 | 3 | 0 | 0 | 103 | 57 | +46 | 6    | Главно коло      |
| 2   | Јужна Кореја | 3 | 2 | 0 | 1 | 91  | 87 | +4  | 4    | Главно коло      |
| 3   | Конго        | 3 | 1 | 0 | 2 | 74  | 94 | −20 | 2    | Главно коло      |
| 4   | Тунис        | 3 | 0 | 0 | 3 | 69  | 99 | −30 | 0    | Председнички куп |

| 2. децембар 2021. 18.00 | Јужна Кореја | 37 : 23   | Конго | Палата спортова Гранољерс, Гранољерс Судије: Гарсија, Паолантони |
| 2. децембар 2021. 18.00 | Ким Со Ра 6  | (22 : 11) | Нку 5 | Палата спортова Гранољерс, Гранољерс Судије: Гарсија, Паолантони |
| 2. децембар 2021. 18.00 | 3× 1×        | Детаљи    | 3×    | Палата спортова Гранољерс, Гранољерс Судије: Гарсија, Паолантони |

| 2. децембар 2021. 20.30 | Данска    | 35 : 16  | Тунис  | Палата спортова Гранољерс, Гранољерс Судије: Са, Са |
| 2. децембар 2021. 20.30 | Хајндал 6 | (16 : 8) | Амиш 4 | Палата спортова Гранољерс, Гранољерс Судије: Са, Са |
| 2. децембар 2021. 20.30 | 5×        | Детаљи   | 3×     | Палата спортова Гранољерс, Гранољерс Судије: Са, Са |

| 4. децембар 2021. 18.00 | Јужна Кореја | 31 : 29   | Тунис    | Палата спортова Гранољерс, Гранољерс Судије: Станку, Настасе |
| 4. децембар 2021. 18.00 | Рју Еун Хи 7 | (14 : 14) | Резгуј 6 | Палата спортова Гранољерс, Гранољерс Судије: Станку, Настасе |
| 4. децембар 2021. 18.00 | 4×           | Детаљи    | 2×       | Палата спортова Гранољерс, Гранољерс Судије: Станку, Настасе |

| 4. децембар 2021. 20.30 | Конго      | 18 : 33  | Данска  | Палата спортова Гранољерс, Гранољерс Судије: Лончар, Лончар |
| 4. децембар 2021. 20.30 | Нгомбеле 5 | (7 : 18) | Нолсе 6 | Палата спортова Гранољерс, Гранољерс Судије: Лончар, Лончар |
| 4. децембар 2021. 20.30 | 4×         | Детаљи   | 5×      | Палата спортова Гранољерс, Гранољерс Судије: Лончар, Лончар |

| 6. децембар 2021. 18.00 | Тунис    | 24 : 33  | Конго    | Палата спортова Гранољерс, Гранољерс Судије: Ковалчук, Ковалчук |
| 6. децембар 2021. 18.00 | Хачана 7 | (9 : 18) | Јимга 11 | Палата спортова Гранољерс, Гранољерс Судије: Ковалчук, Ковалчук |
| 6. децембар 2021. 18.00 | 1× 2×    | Детаљи   | 5× 3×    | Палата спортова Гранољерс, Гранољерс Судије: Ковалчук, Ковалчук |

| 6. децембар 2021. 20.30 | Данска    | 35 : 23   | Јужна Кореја | Палата спортова Гранољерс, Гранољерс Судије: Гасми, Гасми |
| 6. децембар 2021. 20.30 | Иверсен 6 | (19 : 14) | Рју Еун Хи 9 | Палата спортова Гранољерс, Гранољерс Судије: Гасми, Гасми |
| 6. децембар 2021. 20.30 | 2×        | Детаљи    | 2×           | Палата спортова Гранољерс, Гранољерс Судије: Гасми, Гасми |

### Група Г
| Pos | Тим      | О | П | Н | И | ГД | ГП  | ГР  | Бод. | Qualification    |
| --- | -------- | - | - | - | - | -- | --- | --- | ---- | ---------------- |
| 1   | Бразил   | 3 | 3 | 0 | 0 | 92 | 69  | +23 | 6    | Главно коло      |
| 2   | Јапан    | 3 | 2 | 0 | 1 | 93 | 72  | +21 | 4    | Главно коло      |
| 3   | Хрватска | 3 | 1 | 0 | 2 | 89 | 74  | +15 | 2    | Главно коло      |
| 4   | Парагвај | 3 | 0 | 0 | 3 | 52 | 111 | −59 | 0    | Председнички куп |

| 2. децембар 2021. 18.00 | Хрватска   | 25 : 30   | Бразил     | Градска дворана Кастељон, Кастељон де ла Плана Гледалаца: 700 Судије: Ел Сајед, Ел Сајед |
| 2. децембар 2021. 18.00 | Блажевић 7 | (12 : 18) | Де Паула 7 | Градска дворана Кастељон, Кастељон де ла Плана Гледалаца: 700 Судије: Ел Сајед, Ел Сајед |
| 2. децембар 2021. 18.00 | 3× 1×      | Детаљи    | 3× 1×      | Градска дворана Кастељон, Кастељон де ла Плана Гледалаца: 700 Судије: Ел Сајед, Ел Сајед |

| 2. децембар 2021. 20.30 | Јапан              | 40 : 17   | Парагвај           | Градска дворана Кастељон, Кастељон де ла Плана Гледалаца: 400 Судије: Коњичанин, Коњичанин |
| 2. децембар 2021. 20.30 | Аизава, Јошидоме 6 | (19 : 10) | Фиоре, Фернандез 4 | Градска дворана Кастељон, Кастељон де ла Плана Гледалаца: 400 Судије: Коњичанин, Коњичанин |
| 2. децембар 2021. 20.30 | 6×                 | Детаљи    | 2×                 | Градска дворана Кастељон, Кастељон де ла Плана Гледалаца: 400 Судије: Коњичанин, Коњичанин |

| 4. децембар 2021. 18.00 | Парагвај | 16 : 38  | Хрватска         | Градска дворана Кастељон, Кастељон де ла Плана Гледалаца: 550 Судије: Ердоган, Оздениз |
| 4. децембар 2021. 18.00 | Акуња 5  | (5 : 15) | Блажевић, Турк 6 | Градска дворана Кастељон, Кастељон де ла Плана Гледалаца: 550 Судије: Ердоган, Оздениз |
| 4. децембар 2021. 18.00 | 6×       | Детаљи   | 2×               | Градска дворана Кастељон, Кастељон де ла Плана Гледалаца: 550 Судије: Ердоган, Оздениз |

| 4. децембар 2021. 20.30 | Јапан             | 25 : 29   | Бразил    | Градска дворана Кастељон, Кастељон де ла Плана Гледалаца: 890 Судије: Кристијансен, Хансен |
| 4. децембар 2021. 20.30 | три играчице по 4 | (15 : 12) | Кардосо 7 | Градска дворана Кастељон, Кастељон де ла Плана Гледалаца: 890 Судије: Кристијансен, Хансен |
| 4. децембар 2021. 20.30 | 5×                | Детаљи    | 2× 1×     | Градска дворана Кастељон, Кастељон де ла Плана Гледалаца: 890 Судије: Кристијансен, Хансен |

| 6. децембар 2021. 18.00 | Бразил    | 33 : 19  | Парагвај             | Градска дворана Кастељон, Кастељон де ла Плана Гледалаца: 850 Судије: Ку, Ли |
| 6. децембар 2021. 18.00 | Кинтино 6 | (20 : 7) | Фернандез, Мендоза 3 | Градска дворана Кастељон, Кастељон де ла Плана Гледалаца: 850 Судије: Ку, Ли |
| 6. децембар 2021. 18.00 | 4× 1×     | Детаљи   | 1×                   | Градска дворана Кастељон, Кастељон де ла Плана Гледалаца: 850 Судије: Ку, Ли |

| 6. децембар 2021. 20 : 30 | Хрватска | 26 : 28   | Јапан      | Градска дворана Кастељон, Кастељон де ла Плана Гледалаца: 1100 Судије: Алпаидзе, Березкина |
| 6. децембар 2021. 20 : 30 | Калаус 6 | (14 : 14) | Накајама 9 | Градска дворана Кастељон, Кастељон де ла Плана Гледалаца: 1100 Судије: Алпаидзе, Березкина |
| 6. децембар 2021. 20 : 30 | 4× 1×    | Детаљи    | 7×         | Градска дворана Кастељон, Кастељон де ла Плана Гледалаца: 1100 Судије: Алпаидзе, Березкина |

### Група Х
| Pos | Тим       | О | П | Н | И | ГД | ГП  | ГР  | Бод. | Qualification    |
| --- | --------- | - | - | - | - | -- | --- | --- | ---- | ---------------- |
| 1   | Шпанија   | 3 | 3 | 0 | 0 | 93 | 50  | +43 | 6    | Главно коло      |
| 2   | Аргентина | 3 | 2 | 0 | 1 | 80 | 82  | −2  | 4    | Главно коло      |
| 3   | Аустрија  | 3 | 1 | 0 | 2 | 86 | 89  | −3  | 2    | Главно коло      |
| 4   | Кина      | 3 | 0 | 0 | 3 | 69 | 107 | −38 | 0    | Председнички куп |

| 1. децембар 2021. 20.30 | Шпанија             | 29 : 13   | Аргентина           | Палата спортова Торевијеха, Торевијеха Судије: Алпаидзе, Березкина |
| 1. децембар 2021. 20.30 | Кабрал, Кампос по 5 | (11 : 10) | Карстен, Урбан по 3 | Палата спортова Торевијеха, Торевијеха Судије: Алпаидзе, Березкина |
| 1. децембар 2021. 20.30 | 4× 2×               | Детаљи    | 5×                  | Палата спортова Торевијеха, Торевијеха Судије: Алпаидзе, Березкина |

| 2. децембар 2021. 18.00 | Аустрија | 38 : 27   | Кина   | Палата спортова Торевијеха, Торевијеха Судије: Митровић, Вешовић |
| 2. децембар 2021. 18.00 | Пандза 9 | (22 : 13) | Џанг 8 | Палата спортова Торевијеха, Торевијеха Судије: Митровић, Вешовић |
| 2. децембар 2021. 18.00 | 4×       | Детаљи    | 9× 2×  | Палата спортова Торевијеха, Торевијеха Судије: Митровић, Вешовић |

| 4. децембар 2021. 18.00 | Аустрија  | 29 : 31   | Аргентина  | Палата спортова Торевијеха, Торевијеха Судије: Крихен, Махлуф |
| 4. децембар 2021. 18.00 | Пандза 10 | (14 : 18) | Карстен 11 | Палата спортова Торевијеха, Торевијеха Судије: Крихен, Махлуф |
| 4. децембар 2021. 18.00 | 8× 2× 1×  | Детаљи    | 4×         | Палата спортова Торевијеха, Торевијеха Судије: Крихен, Махлуф |

| 4. децембар 2021. 20.30 | Кина      | 18 : 33  | Шпанија  | Палата спортова Торевијеха, Торевијеха Судије: Ковалчук, Ковалчук |
| 4. децембар 2021. 20.30 | Ванг Ш. 3 | (7 : 16) | Кабрал 5 | Палата спортова Торевијеха, Торевијеха Судије: Ковалчук, Ковалчук |
| 4. децембар 2021. 20.30 | 5× 1×     | Детаљи   | 2× 1×    | Палата спортова Торевијеха, Торевијеха Судије: Ковалчук, Ковалчук |

| 6. децембар 2021. 18.00 | Аргентина | 36 : 24  | Кина  | Палата спортова Торевијеха, Торевијеха Судије: Ел Сајед, Ел Сајед |
| 6. децембар 2021. 18.00 | Карстен 8 | (17 : 9) | Ђин 8 | Палата спортова Торевијеха, Торевијеха Судије: Ел Сајед, Ел Сајед |
| 6. децембар 2021. 18.00 |           | Детаљи   | 6×    | Палата спортова Торевијеха, Торевијеха Судије: Ел Сајед, Ел Сајед |

| 6. децембар 2021. 20.30 | Шпанија  | 31 : 19  | Аустрија | Палата спортова Торевијеха, Торевијеха Судије: Секулић, Јовандић |
| 6. децембар 2021. 20.30 | Мартин 9 | (14 : 6) | Ковач 8  | Палата спортова Торевијеха, Торевијеха Судије: Секулић, Јовандић |
| 6. децембар 2021. 20.30 | 2×       | Детаљи   | 3×       | Палата спортова Торевијеха, Торевијеха Судије: Секулић, Јовандић |

## Председнички куп

### Група
| Pos | Тим        | О | П | Н | И | ГД  | ГП  | ГР  | Бод. | Qualification         |
| --- | ---------- | - | - | - | - | --- | --- | --- | ---- | --------------------- |
| 1   | Ангола     | 3 | 3 | 0 | 0 | 128 | 43  | +85 | 6    | Утакмица за 25. место |
| 2   | Камерун    | 3 | 2 | 0 | 1 | 98  | 75  | +23 | 4    | Утакмица за 27. место |
| 3   | Узбекистан | 3 | 1 | 0 | 2 | 71  | 126 | −55 | 2    | Утакмица за 29. место |
| 4   | Иран       | 3 | 0 | 0 | 3 | 57  | 110 | −53 | 0    | Утакмица за 31. место |

| 9. децембар 2021. 15.00 | Ангола   | 35 : 24   | Камерун | Спортски центар , Лирија Гледалаца: 220 Судије: Настасе, Станку |
| 9. децембар 2021. 15.00 | Касома 6 | (16 : 14) | Еко 7   | Спортски центар , Лирија Гледалаца: 220 Судије: Настасе, Станку |
| 9. децембар 2021. 15.00 | 6× 2×    | Детаљи    | 2× 1×   | Спортски центар , Лирија Гледалаца: 220 Судије: Настасе, Станку |

| 9. децембар 2021. 17.30 | Иран     | 32 : 37 | Узбекистан     | Спортски центар , Лирија Гледалаца: 415 Судије: Ел Сајед, Ел Сајед |
| 9. децембар 2021. 17.30 | Хасеми 9 | (18:20) | Кудојкулова 11 | Спортски центар , Лирија Гледалаца: 415 Судије: Ел Сајед, Ел Сајед |
| 9. децембар 2021. 17.30 | 3× 1×    | Детаљи  | 3× 1×          | Спортски центар , Лирија Гледалаца: 415 Судије: Ел Сајед, Ел Сајед |

| 11. децембар 2021. 15.00 | Ангола   | 41 : 8   | Иран         | Спортски центар , Лирија Гледалаца: 285 Судије: Станку, Настасе |
| 11. децембар 2021. 15.00 | Касома 8 | (24 : 4) | Кијанијара 4 | Спортски центар , Лирија Гледалаца: 285 Судије: Станку, Настасе |
| 11. децембар 2021. 15.00 | 3× 2×    | Детаљи   | 1×           | Спортски центар , Лирија Гледалаца: 285 Судије: Станку, Настасе |

| 11. децембар 2021. 17.30 | Камерун  | 42 : 23  | Узбекистан  | Спортски центар , Лирија Гледалаца: 400 Судије: Са, Са |
| 11. децембар 2021. 17.30 | Атеба 14 | (19 : 6) | Бахромова 6 | Спортски центар , Лирија Гледалаца: 400 Судије: Са, Са |
| 11. децембар 2021. 17.30 | 1×       | Детаљи   | 3×          | Спортски центар , Лирија Гледалаца: 400 Судије: Са, Са |

| 13. децембар 2021. 15.00 | Узбекистан | 11 : 52  | Ангола   | Спортски центар , Лирија Гледалаца: 500 Судије: Са, Са |
| 13. децембар 2021. 15.00 | Мирзаева 3 | (5 : 30) | Касома 8 | Спортски центар , Лирија Гледалаца: 500 Судије: Са, Са |
| 13. децембар 2021. 15.00 | 1×         | Детаљи   | 2× 1×    | Спортски центар , Лирија Гледалаца: 500 Судије: Са, Са |

| 13. децембар 2021. 17.30 | Камерун  | 32 : 17  | Иран         | Спортски центар , Лирија Гледалаца: 120 Судије: Ердоган, Оздениз |
| 13. децембар 2021. 17.30 | Ебанга 7 | (14 : 9) | Кијанијара 5 | Спортски центар , Лирија Гледалаца: 120 Судије: Ердоган, Оздениз |
| 13. децембар 2021. 17.30 | 1×       | Детаљи   | 1×           | Спортски центар , Лирија Гледалаца: 120 Судије: Ердоган, Оздениз |

| Pos | Тим      | О | П | Н | И | ГД | ГП | ГР  | Бод. | Qualification         |
| --- | -------- | - | - | - | - | -- | -- | --- | ---- | --------------------- |
| 1   | Словачка | 3 | 3 | 0 | 0 | 74 | 54 | +20 | 6    | Утакмица за 25. место |
| 2   | Тунис    | 3 | 2 | 0 | 1 | 72 | 59 | +13 | 4    | Утакмица за 27. место |
| 3   | Парагвај | 3 | 1 | 0 | 2 | 85 | 92 | −7  | 2    | Утакмица за 29. место |
| 4   | Кина     | 3 | 0 | 0 | 3 | 24 | 50 | −26 | 0    | Утакмица за 31. место |

1. ↑  Кина се повукла након прве утакмице будући да је једна њихова играчица била позитвна на ковид 19.[11]

| 8. децембар 2021. 15.00 | Словачка   | 31 : 27   | Тунис    | Спортски центар , Лирија Гледалаца: 320 Судије: Ердоган, Оздениз |
| 8. децембар 2021. 15.00 | Бизикова 9 | (17 : 14) | Резгуј 6 | Спортски центар , Лирија Гледалаца: 320 Судије: Ердоган, Оздениз |
| 8. децембар 2021. 15.00 | 3×         | Детаљи    | 2×       | Спортски центар , Лирија Гледалаца: 320 Судије: Ердоган, Оздениз |

| 8. децембар 2021. 17.30 | Парагвај  | 30 : 24   | Кина  | Спортски центар , Лирија Гледалаца: 966 Судије: Са, Са |
| 8. децембар 2021. 17.30 | Мендоза 6 | (12 : 12) | Ђин 9 | Спортски центар , Лирија Гледалаца: 966 Судије: Са, Са |
| 8. децембар 2021. 17.30 | 3× 1×     | Извештај  | 7× 1× | Спортски центар , Лирија Гледалаца: 966 Судије: Са, Са |

| 10. децембар 2021. 15.00 | Словачка | 33 : 27   | Парагвај       | Спортски центар , Лирија Гледалаца: 120 Судије: Ел Сајед, Ел Сајед |
| 10. децембар 2021. 15.00 | Ланц 9   | (16 : 15) | Акуња, Фиоре 8 | Спортски центар , Лирија Гледалаца: 120 Судије: Ел Сајед, Ел Сајед |
| 10. децембар 2021. 15.00 | 2× 3×    | Детаљи    | 4× 1×          | Спортски центар , Лирија Гледалаца: 120 Судије: Ел Сајед, Ел Сајед |

| 10. децембар 2021. | Тунис      | 10 : 0 | Кина |  |
| 10. децембар 2021. | (отказано) |        |      |  |
| 10. децембар 2021. |            |        |      |  |

| 12. децембар 2021. | Кина       | 0 : 10 | Словачка |  |
| 12. децембар 2021. | (отказано) |        |          |  |
| 12. децембар 2021. |            |        |          |  |

| 12. децембар 2021. 17 : 30 | Тунис    | 35 : 28   | Парагвај    | Спортски центар , Лирија Гледалаца: 823 Судије: Настасе, Станку |
| 12. децембар 2021. 17 : 30 | Хачана 8 | (17 : 11) | Фернандез 8 | Спортски центар , Лирија Гледалаца: 823 Судије: Настасе, Станку |
| 12. децембар 2021. 17 : 30 | 4×       | Детаљи    | 3× 1×       | Спортски центар , Лирија Гледалаца: 823 Судије: Настасе, Станку |

### Утакмица за 31. место
| 15. децембар 2021. | Иран       | 10 : 0 | Кина |  |
| 15. децембар 2021. | (отказано) |        |      |  |
| 15. децембар 2021. |            |        |      |  |

### Утакмица за 29. место
| 15. децембар 2021. 12.30 | Узбекистан      | 33 : 39   | Парагвај | Спортски центар , Лирија Гледалаца: 450 Судије: Ел Сајед, Ел Сајед |
| 15. децембар 2021. 12.30 | Абдуманонова 11 | (19 : 19) | Фиоре 10 | Спортски центар , Лирија Гледалаца: 450 Судије: Ел Сајед, Ел Сајед |
| 15. децембар 2021. 12.30 | 2×              | Детаљи    | 2×       | Спортски центар , Лирија Гледалаца: 450 Судије: Ел Сајед, Ел Сајед |

### Утакмица за 27. место
| 15. децембар 2021. 15.00 | Камерун        | 29 : 35   | Тунис     | Спортски центар , Лирија Гледалаца: 500 Судије: Ердоган, Оздениз |
| 15. децембар 2021. 15.00 | Есам, Ебанга 9 | (15 : 20) | Хачана 10 | Спортски центар , Лирија Гледалаца: 500 Судије: Ердоган, Оздениз |
| 15. децембар 2021. 15.00 | 2×             | Детаљи    | 3× 2×     | Спортски центар , Лирија Гледалаца: 500 Судије: Ердоган, Оздениз |

### Утакмица за 25. место
| 15. децембар 2021. 17.30 | Ангола           | 23 : 21  | Словачка   | Спортски центар Pla de L'Arc, Лирија Гледалаца: 340 Судије: Ку, Ли |
| 15. децембар 2021. 17.30 | Гијало, Касома 6 | (11 : 9) | Бизикова 7 | Спортски центар Pla de L'Arc, Лирија Гледалаца: 340 Судије: Ку, Ли |
| 15. децембар 2021. 17.30 | 5× 1×            | Детаљи   | 4×         | Спортски центар Pla de L'Arc, Лирија Гледалаца: 340 Судије: Ку, Ли |

## Главно коло
Сви бодови који су освојени у прелиминарном колу против тимова који су се такође пласирали у наредну фазу преносе се у ово коло.

### Група
| Pos | Тим                    | О | П | Н | И | ГД  | ГП  | ГР  | Бод. | Qualification |
| --- | ---------------------- | - | - | - | - | --- | --- | --- | ---- | ------------- |
| 1   | Француска              | 5 | 5 | 0 | 0 | 134 | 100 | +34 | 10   | Четвртфинале  |
| 2   | Рукометни савез Русије | 5 | 3 | 1 | 1 | 143 | 129 | +14 | 7    | Четвртфинале  |
| 3   | Србија                 | 5 | 3 | 0 | 2 | 124 | 125 | −1  | 6    |               |
| 4   | Словенија              | 5 | 1 | 1 | 3 | 123 | 131 | −8  | 3    |               |
| 5   | Црна Гора              | 5 | 0 | 0 | 5 | 115 | 143 | −28 | 0    |               |
| 6   | Пољска                 | 5 | 2 | 0 | 3 | 120 | 131 | −11 | 4    |               |

| 9. децембар 2021. 15.30 | Рукометни савез Русије | 26 : 26   | Словенија | Палата спортова Гранољерс, Гранољерс Гледалаца: 385 Судије: Паолантони, Гарсија |
| 9. децембар 2021. 15.30 | Иљина 7                | (14 : 15) | Станко 7  | Палата спортова Гранољерс, Гранољерс Гледалаца: 385 Судије: Паолантони, Гарсија |
| 9. децембар 2021. 15.30 | 2×                     | Детаљи    | 6× 1×     | Палата спортова Гранољерс, Гранољерс Гледалаца: 385 Судије: Паолантони, Гарсија |

| 9. децембар 2021. 18.00 | Црна Гора   | 25 : 27 | Србија      | Палата спортова Гранољерс, Гранољерс Гледалаца: 810 Судије: Алварез, Бустаменте |
| 9. децембар 2021. 18.00 | Радичевић 8 | (18:14) | Радојевић 8 | Палата спортова Гранољерс, Гранољерс Гледалаца: 810 Судије: Алварез, Бустаменте |
| 9. децембар 2021. 18.00 | 6× 1×       | Детаљи  | 1×          | Палата спортова Гранољерс, Гранољерс Гледалаца: 810 Судије: Алварез, Бустаменте |

| 9. децембар 2021. 20.30 | Француска | 26 : 16  | Пољска            | Палата спортова Гранољерс, Гранољерс Судије: Лончар, Лончар |
| 9. децембар 2021. 20.30 | Фопа 4    | (14 : 9) | три играчице по 3 | Палата спортова Гранољерс, Гранољерс Судије: Лончар, Лончар |
| 9. децембар 2021. 20.30 | 1×        | Детаљи   | 4×                | Палата спортова Гранољерс, Гранољерс Судије: Лончар, Лончар |

| 11. децембар 2021. 15.30 | Црна Гора            | 25 : 31   | Рукометни савез Русије    | Палата спортова Гранољерс, Гранољерс Судије: Ердоган, Оздениз |
| 11. децембар 2021. 15.30 | Брновић, Радичевић 7 | (10 : 18) | Скоробогатченко, Фомина 6 | Палата спортова Гранољерс, Гранољерс Судије: Ердоган, Оздениз |
| 11. децембар 2021. 15.30 | 5× 2×                | Детаљи    | 5× 2× 1×                  | Палата спортова Гранољерс, Гранољерс Судије: Ердоган, Оздениз |

| 11. децембар 2021. 18.00 | Србија      | 19 : 22  | Француска | Палата спортова Гранољерс, Гранољерс Судије: Алварез, Бустаменте |
| 11. децембар 2021. 18.00 | Радојевић 5 | (12 : 9) | Зади 12   | Палата спортова Гранољерс, Гранољерс Судије: Алварез, Бустаменте |
| 11. децембар 2021. 18.00 | 2×          | Детаљи   | 5× 1×     | Палата спортова Гранољерс, Гранољерс Судије: Алварез, Бустаменте |

| 11. децембар 2021. 20.30 | Словенија | 26 : 27   | Пољска  | Палата спортова Гранољерс, Гранољерс Судије: Ковалчук, Ковалчук |
| 11. децембар 2021. 20.30 | Грос 8    | (13 : 12) | Ноцуњ 6 | Палата спортова Гранољерс, Гранољерс Судије: Ковалчук, Ковалчук |
| 11. децембар 2021. 20.30 | 2×        | Детаљи    | 1×      | Палата спортова Гранољерс, Гранољерс Судије: Ковалчук, Ковалчук |

| 13. децембар 2021. 15.30 | Пољска   | 33 : 28  | Црна Гора | Палата спортова Гранољерс, Гранољерс Гледалаца: 320 Судије: Паолантони, Гарсија |
| 13. децембар 2021. 15.30 | Росјак 7 | (16 : 9) | Брновић 6 | Палата спортова Гранољерс, Гранољерс Гледалаца: 320 Судије: Паолантони, Гарсија |
| 13. децембар 2021. 15.30 | 3× 1×    | Детаљи   | 2×        | Палата спортова Гранољерс, Гранољерс Гледалаца: 320 Судије: Паолантони, Гарсија |

| 13. децембар 2021. 18.00 | Србија       | 31 : 25 | Словенија | Палата спортова Гранољерс, Гранољерс Гледалаца: 1180 Судије: Мерц, Кутлер |
| 13. децембар 2021. 18.00 | Стоиљковић 7 | (19:14) | Варагић 5 | Палата спортова Гранољерс, Гранољерс Гледалаца: 1180 Судије: Мерц, Кутлер |
| 13. децембар 2021. 18.00 | 3× 2×        | Детаљи  | 5×        | Палата спортова Гранољерс, Гранољерс Гледалаца: 1180 Судије: Мерц, Кутлер |

| 13. децембар 2021. 20.30 | Рукометни савез Русије | 28 : 33   | Француска    | Палата спортова Гранољерс, Гранољерс Судије: Алварез, Бустаменте |
| 13. децембар 2021. 20.30 | Манагарова 5           | (12 : 17) | Фопа, Пино 5 | Палата спортова Гранољерс, Гранољерс Судије: Алварез, Бустаменте |
| 13. децембар 2021. 20.30 | 2×                     | Детаљи    | 3× 1×        | Палата спортова Гранољерс, Гранољерс Судије: Алварез, Бустаменте |

| Pos | Тим       | О | П | Н | И | ГД  | ГП  | ГР   | Бод. | Qualification |
| --- | --------- | - | - | - | - | --- | --- | ---- | ---- | ------------- |
| 1   | Норвешка  | 5 | 4 | 1 | 0 | 189 | 111 | +78  | 9    | Четвртфинале  |
| 2   | Шведска   | 5 | 3 | 2 | 0 | 198 | 121 | +77  | 8    | Четвртфинале  |
| 3   | Холандија | 5 | 3 | 1 | 1 | 212 | 128 | +84  | 7    |               |
| 4   | Румунија  | 5 | 2 | 0 | 3 | 163 | 135 | +28  | 4    |               |
| 5   | Порторико | 5 | 1 | 0 | 4 | 82  | 216 | −134 | 2    |               |
| 6   | Казахстан | 5 | 0 | 0 | 5 | 97  | 230 | −133 | 0    |               |

| 9. децембар 2021. 15.30 | Холандија      | 31 : 30   | Румунија        | Градска дворана Кастељон, Кастељон де ла Плана Судије: Алпаидзе, Березкина |
| 9. децембар 2021. 15.30 | Ван Ветеринг 6 | (17 : 14) | Ласло, Пинтеа 6 | Градска дворана Кастељон, Кастељон де ла Плана Судије: Алпаидзе, Березкина |
| 9. децембар 2021. 15.30 | 2×             | Детаљи    | 3× 1×           | Градска дворана Кастељон, Кастељон де ла Плана Судије: Алпаидзе, Березкина |

| 9. децембар 2021. 18.00 | Норвешка   | 43 : 7   | Порторико         | Градска дворана Кастељон, Кастељон де ла Плана Судије: Ердоган, Оздениз |
| 9. децембар 2021. 18.00 | Солберг 10 | (21 : 3) | три играчице по 2 | Градска дворана Кастељон, Кастељон де ла Плана Судије: Ердоган, Оздениз |
| 9. децембар 2021. 18.00 | 1×         | Детаљи   | 1×                | Градска дворана Кастељон, Кастељон де ла Плана Судије: Ердоган, Оздениз |

| 9. децембар 2021. 20.30 | Казахстан      | 20 : 55   | Шведска   | Градска дворана Кастељон, Кастељон де ла Плана Судије: Ку, Ли |
| 9. децембар 2021. 20.30 | Александрова 7 | (10 : 21) | Хагман 19 | Градска дворана Кастељон, Кастељон де ла Плана Судије: Ку, Ли |
| 9. децембар 2021. 20.30 | 2×             | Детаљи    | 1×        | Градска дворана Кастељон, Кастељон де ла Плана Судије: Ку, Ли |

| 11. децембар 2021. 15.30 | Румунија     | 43 : 20  | Порторико          | Градска дворана Кастељон, Кастељон де ла Плана Судије: Митровић, Вешовић |
| 11. децембар 2021. 15.30 | Диндилиган 7 | (20 : 9) | Себаљос, Фуентес 4 | Градска дворана Кастељон, Кастељон де ла Плана Судије: Митровић, Вешовић |
| 11. децембар 2021. 15.30 | 2×           | Детаљи   | 3×                 | Градска дворана Кастељон, Кастељон де ла Плана Судије: Митровић, Вешовић |

| 11. децембар 2021. 18.00 | Казахстан      | 15 : 61  | Холандија       | Градска дворана Кастељон, Кастељон де ла Плана Судије: Ку, Ли |
| 11. децембар 2021. 18.00 | Александрова 5 | (9 : 27) | Ван Ветеринг 18 | Градска дворана Кастељон, Кастељон де ла Плана Судије: Ку, Ли |
| 11. децембар 2021. 18.00 | 3× 1×          | Детаљи   | 1×              | Градска дворана Кастељон, Кастељон де ла Плана Судије: Ку, Ли |

| 11. децембар 2021. 20.30 | Шведска  | 30 : 30   | Норвешка       | Градска дворана Кастељон, Кастељон де ла Плана Судије: Кутлер, Мерц |
| 11. децембар 2021. 20.30 | Хагман 9 | (12 : 14) | Кристијансен 7 | Градска дворана Кастељон, Кастељон де ла Плана Судије: Кутлер, Мерц |
| 11. децембар 2021. 20.30 | 4× 1×    | Детаљи    | 2×             | Градска дворана Кастељон, Кастељон де ла Плана Судије: Кутлер, Мерц |

| 13. децембар 2021. 15.30 | Порторико  | 30 : 27   | Казахстан      | Градска дворана Кастељон, Кастељон де ла Плана Судије: Ку, Ли |
| 13. децембар 2021. 15.30 | Себаљос 13 | (13 : 11) | Александрова 8 | Градска дворана Кастељон, Кастељон де ла Плана Судије: Ку, Ли |
| 13. децембар 2021. 15.30 | 3×         | Детаљи    | 3×             | Градска дворана Кастељон, Кастељон де ла Плана Судије: Ку, Ли |

| 13. децембар 2021. 18.00 | Шведска | 34 : 30   | Румунија | Градска дворана Кастељон, Кастељон де ла Плана Судије: Митровић, Вешовић |
| 13. децембар 2021. 18.00 | Блом 7  | (19 : 14) | Ласло 7  | Градска дворана Кастељон, Кастељон де ла Плана Судије: Митровић, Вешовић |
| 13. децембар 2021. 18.00 | 1× 2×   | Детаљи    | 4× 2×    | Градска дворана Кастељон, Кастељон де ла Плана Судије: Митровић, Вешовић |

| 13. децембар 2021. 20.30 | Холандија | 34 : 37   | Норвешка  | Градска дворана Кастељон, Кастељон де ла Плана Судије: Коњичанин, Коњичанин |
| 13. децембар 2021. 20.30 | Хаусхер 9 | (17 : 17) | Рејстад 9 | Градска дворана Кастељон, Кастељон де ла Плана Судије: Коњичанин, Коњичанин |
| 13. децембар 2021. 20.30 | 4×        | Детаљи    | 2× 3×     | Градска дворана Кастељон, Кастељон де ла Плана Судије: Коњичанин, Коњичанин |

| Pos | Тим          | О | П | Н | И | ГД  | ГП  | ГР  | Бод. | Qualification |
| --- | ------------ | - | - | - | - | --- | --- | --- | ---- | ------------- |
| 1   | Данска       | 5 | 5 | 0 | 0 | 159 | 90  | +69 | 10   | Четвртфинале  |
| 2   | Немачка      | 5 | 4 | 0 | 1 | 138 | 123 | +15 | 8    | Четвртфинале  |
| 3   | Мађарска     | 5 | 3 | 0 | 2 | 140 | 134 | +6  | 6    |               |
| 4   | Јужна Кореја | 5 | 2 | 0 | 3 | 148 | 156 | −8  | 4    |               |
| 5   | Чешка        | 5 | 1 | 0 | 4 | 114 | 145 | −31 | 2    |               |
| 6   | Конго        | 5 | 0 | 0 | 5 | 102 | 153 | −51 | 0    |               |

| 8. децембар 2021. 15.30 | Чешка      | 26 : 32   | Јужна Кореја | Палата спортова Гранољерс, Гранољерс Судије: Ковалчук, Ковалчук |
| 8. децембар 2021. 15.30 | Холевова 6 | (13 : 20) | Ким Ђин Ји 8 | Палата спортова Гранољерс, Гранољерс Судије: Ковалчук, Ковалчук |
| 8. децембар 2021. 15.30 | 2×         | Детаљи    | 2× 1×        | Палата спортова Гранољерс, Гранољерс Судије: Ковалчук, Ковалчук |

| 8. децембар 2021. 18.00 | Немачка      | 29 : 18  | Конго       | Палата спортова Гранољерс, Гранољерс Судије: Белхири, Хамиди |
| 8. децембар 2021. 18.00 | Штокшледер 6 | (15 : 7) | Диагурага 7 | Палата спортова Гранољерс, Гранољерс Судије: Белхири, Хамиди |
| 8. децембар 2021. 18.00 | 5× 1×        | Детаљи   | 3× 1×       | Палата спортова Гранољерс, Гранољерс Судије: Белхири, Хамиди |

| 8. децембар 2021. 20.30 | Данска      | 30 : 19   | Мађарска | Палата спортова Гранољерс, Гранољерс Судије: Лончар, Лончар |
| 8. децембар 2021. 20.30 | Јергенсен 6 | (15 : 11) | Качор 4  | Палата спортова Гранољерс, Гранољерс Судије: Лончар, Лончар |
| 8. децембар 2021. 20.30 | 3× 1×       | Детаљи    | 3× 2×    | Палата спортова Гранољерс, Гранољерс Судије: Лончар, Лончар |

| 10. децембар 2021. 15.30 | Јужна Кореја | 28 : 37   | Немачка          | Палата спортова Гранољерс, Гранољерс Судије: Паолантони, Гарсија |
| 10. децембар 2021. 15.30 | Ли Ми Ђунг 6 | (16 : 19) | Белк, Гријзелс 8 | Палата спортова Гранољерс, Гранољерс Судије: Паолантони, Гарсија |
| 10. децембар 2021. 15.30 | 4×           | Детаљи    | 6× 1×            | Палата спортова Гранољерс, Гранољерс Судије: Паолантони, Гарсија |

| 10. децембар 2021. 18.00 | Мађарска  | 30 : 22  | Конго      | Палата спортова Гранољерс, Гранољерс Судије: Ковалчук, Ковалчук |
| 10. децембар 2021. 18.00 | Планета 8 | (16 : 8) | Нгомбеле 7 | Палата спортова Гранољерс, Гранољерс Судије: Ковалчук, Ковалчук |
| 10. децембар 2021. 18.00 | 3×        | Детаљи   | 4× 2×      | Палата спортова Гранољерс, Гранољерс Судије: Ковалчук, Ковалчук |

| 10. децембар 2021. 20.30 | Чешка       | 14 : 29  | Данска | Палата спортова Гранољерс, Гранољерс Судије: Белхири, Хамиди |
| 10. децембар 2021. 20.30 | Коваржова 4 | (9 : 12) | Фрис 4 | Палата спортова Гранољерс, Гранољерс Судије: Белхири, Хамиди |
| 10. децембар 2021. 20.30 | 4× 1×       | Детаљи   | 4×     | Палата спортова Гранољерс, Гранољерс Судије: Белхири, Хамиди |

| 12. децембар 2021. 15.30 | Конго           | 21 : 24   | Чешка    | Палата спортова Гранољерс, Гранољерс Судије: Лончар, Лончар |
| 12. децембар 2021. 15.30 | Дивоко, Јимга 4 | (11 : 11) | Захова 6 | Палата спортова Гранољерс, Гранољерс Судије: Лончар, Лончар |
| 12. децембар 2021. 15.30 | 2× 1×           | Детаљи    | 5× 1×    | Палата спортова Гранољерс, Гранољерс Судије: Лончар, Лончар |

| 12. децембар 2021. 18.00 | Јужна Кореја | 28 : 35   | Мађарска | Палата спортова Гранољерс, Гранољерс Судије: Ковалчук, Ковалчук |
| 12. децембар 2021. 18.00 | Ли Ми Ђунг 6 | (13 : 17) | Хафра 8  | Палата спортова Гранољерс, Гранољерс Судије: Ковалчук, Ковалчук |
| 12. децембар 2021. 18.00 | 4×           | Детаљи    | 3×       | Палата спортова Гранољерс, Гранољерс Судије: Ковалчук, Ковалчук |

| 12. децембар 2021. 20.30 | Данска            | 32 : 16  | Немачка    | Палата спортова Гранољерс, Гранољерс Судије: Паолантони, Гарсија |
| 12. децембар 2021. 20.30 | три играчице по 5 | (13 : 8) | Гријзелс 5 | Палата спортова Гранољерс, Гранољерс Судије: Паолантони, Гарсија |
| 12. децембар 2021. 20.30 | 2× 1×             | Детаљи   | 3× 2× 1×   | Палата спортова Гранољерс, Гранољерс Судије: Паолантони, Гарсија |

| Pos | Тим       | О | П | Н | И | ГД  | ГП  | ГР  | Бод. | Qualification |
| --- | --------- | - | - | - | - | --- | --- | --- | ---- | ------------- |
| 1   | Шпанија   | 5 | 5 | 0 | 0 | 142 | 105 | +37 | 10   | Четвртфинале  |
| 2   | Бразил    | 5 | 4 | 0 | 1 | 145 | 127 | +18 | 8    | Четвртфинале  |
| 3   | Јапан     | 5 | 3 | 0 | 2 | 142 | 140 | +2  | 6    |               |
| 4   | Аустрија  | 5 | 1 | 0 | 4 | 136 | 155 | −19 | 2    |               |
| 5   | Хрватска  | 5 | 1 | 0 | 4 | 125 | 134 | −9  | 2    |               |
| 6   | Аргентина | 5 | 1 | 0 | 4 | 112 | 141 | −29 | 2    |               |

1. 1 2 3  Најпре се гледа који тим има бољу гол-разлику у међусобним дуелима: Аустрија: +2, Хрватска: +2, Арентина: −4; затим се гледа који тим има више постигнутих голова у међусобним дуелима: Аустрија: 56, Хрватска: 51.

| 8. децембар 2021. 15.30 | Хрватска  | 28 : 22   | Аргентина       | Палата спортова Торевијеха, Торевијеха |
| 8. децембар 2021. 15.30 | Посавец 8 | (12 : 14) | Каво, Мендоза 5 | Палата спортова Торевијеха, Торевијеха |
| 8. децембар 2021. 15.30 | Детаљи    |           |                 | Палата спортова Торевијеха, Торевијеха |

| 8. децембар 2021. 18.00 | Бразил      | 38 : 31   | Аустрија            | Палата спортова Торевијеха, Торевијеха Судије: Гасми, Гасми |
| 8. децембар 2021. 18.00 | Де Араужо 6 | (15 : 15) | И. Иванкок, Ковач 8 | Палата спортова Торевијеха, Торевијеха Судије: Гасми, Гасми |
| 8. децембар 2021. 18.00 | 3× 1×       | Детаљи    | 5× 2×               | Палата спортова Торевијеха, Торевијеха Судије: Гасми, Гасми |

| 8. децембар 2021. 20.30 | Шпанија             | 28 : 26   | Јапан              | Палата спортова Торевијеха, Торевијеха Судије: Крихен, Махлуф |
| 8. децембар 2021. 20.30 | Кабрал, Ечеберија 5 | (15 : 15) | Аизава, Мацумото 7 | Палата спортова Торевијеха, Торевијеха Судије: Крихен, Махлуф |
| 8. децембар 2021. 20.30 | 2× 1×               | Детаљи    | 3×                 | Палата спортова Торевијеха, Торевијеха Судије: Крихен, Махлуф |

| 10. децембар 2021. 15.30 | Аргентина | 19 : 24   | Бразил     | Палата спортова Торевијеха, Торевијеха Судије: Коњичанин, Коњичанин |
| 10. децембар 2021. 15.30 | Карстен 5 | (10 : 13) | Матијели 9 | Палата спортова Торевијеха, Торевијеха Судије: Коњичанин, Коњичанин |
| 10. децембар 2021. 15.30 | 2×        | Детаљи    | 3× 1×      | Палата спортова Торевијеха, Торевијеха Судије: Коњичанин, Коњичанин |

| 10. децембар 2021. 18.00 | Јапан   | 32 : 30   | Аустрија     | Палата спортова Торевијеха, Торевијеха Судије: Секулић, Јовандић |
| 10. децембар 2021. 18.00 | Кондо 6 | (15 : 19) | И. Иванкок 8 | Палата спортова Торевијеха, Торевијеха Судије: Секулић, Јовандић |
| 10. децембар 2021. 18.00 | 2× 1×   | Детаљи    | 2×           | Палата спортова Торевијеха, Торевијеха Судије: Секулић, Јовандић |

| 10. децембар 2021. 20.30 | Хрватска   | 23 : 27  | Шпанија  | Палата спортова Торевијеха, Торевијеха Судије: Гасми, Гасми |
| 10. децембар 2021. 20.30 | Блажевић 7 | (9 : 12) | Кабрал 6 | Палата спортова Торевијеха, Торевијеха Судије: Гасми, Гасми |
| 10. децембар 2021. 20.30 | 6× 2×      | Детаљи   | 3×       | Палата спортова Торевијеха, Торевијеха Судије: Гасми, Гасми |

| 12. децембар 2021. 15.30 | Аргентина  | 27 : 31   | Јапан             | Палата спортова Торевијеха, Торевијеха Судије: Кристијансен, Хансен |
| 12. децембар 2021. 15.30 | Карстен 13 | (14 : 15) | три играчице по 7 | Палата спортова Торевијеха, Торевијеха Судије: Кристијансен, Хансен |
| 12. децембар 2021. 15.30 | 3× 1×      | Детаљи    | 4×                | Палата спортова Торевијеха, Торевијеха Судије: Кристијансен, Хансен |

| 12. децембар 2021. 18.00 | Аустрија | 27 : 23   | Хрватска | Палата спортова Торевијеха, Торевијеха Судије: Крихен, Махлуф |
| 12. децембар 2021. 18.00 | Ковач 7  | (12 : 13) | Калаус 6 | Палата спортова Торевијеха, Торевијеха Судије: Крихен, Махлуф |
| 12. децембар 2021. 18.00 | 5× 2× 1× | Детаљи    | 3×       | Палата спортова Торевијеха, Торевијеха Судије: Крихен, Махлуф |

| 12. децембар 2021. 20.30 | Шпанија  | 27 : 24   | Бразил    | Палата спортова Торевијеха, Торевијеха Судије: Секулић, Јовандић |
| 12. децембар 2021. 20.30 | Кабрал 7 | (12 : 10) | Кинтино 6 | Палата спортова Торевијеха, Торевијеха Судије: Секулић, Јовандић |
| 12. децембар 2021. 20.30 | 3×       | Детаљи    | 3×        | Палата спортова Торевијеха, Торевијеха Судије: Секулић, Јовандић |

## Елиминациона фаза
|  | Четвртфинале           | Четвртфинале |              |    | Полуфинале  | Полуфинале  |  |  | Финале | Финале |
|  |                        |              |              |    |             |             |  |  |        |        |
|  | 15. децембар           |              |              |    |             |             |  |  |        |        |
|  |                        |              |              |    |             |             |  |  |        |        |
|  | Француска              | 31           |              |    |             |             |  |  |        |        |
|  | Француска              | 31           | 17. децембар |    |             |             |  |  |        |        |
|  | Шведска                | 26           |              |    |             |             |  |  |        |        |
|  | Шведска                | 26           | Француска    | 23 |             |             |  |  |        |        |
|  | 14. децембар           |              | Француска    | 23 |             |             |  |  |        |        |
|  |                        | Данска       | 22           |    |             |             |  |  |        |        |
|  | Данска                 | Данска       | 22           | 30 |             |             |  |  |        |        |
|  | Данска                 |              | 19. децембар | 30 |             |             |  |  |        |        |
|  | Бразил                 | 25           |              |    |             |             |  |  |        |        |
|  | Бразил                 | 25           | Француска    | 22 |             |             |  |  |        |        |
|  | 15. децембар           |              | Француска    | 22 |             |             |  |  |        |        |
|  |                        | Норвешка     | 29           |    |             |             |  |  |        |        |
|  | Норвешка               | Норвешка     | 29           | 34 |             |             |  |  |        |        |
|  | Норвешка               | 17. децембар |              | 34 |             |             |  |  |        |        |
|  | Рукометни савез Русије | 28           |              |    |             |             |  |  |        |        |
|  | Рукометни савез Русије | 28           | Норвешка     | 27 |             |             |  |  |        |        |
|  | 14. децембар           |              | Норвешка     | 27 |             |             |  |  |        |        |
|  |                        | Шпанија      | 21           |    | Треће место | Треће место |  |  |        |        |
|  | Шпанија                | Шпанија      | 21           | 26 | Треће место | Треће место |  |  |        |        |
|  | Шпанија                |              | 19. децембар | 26 |             |             |  |  |        |        |
|  | Немачка                | 21           |              |    |             |             |  |  |        |        |
|  | Немачка                | 21           | Данска       | 35 |             |             |  |  |        |        |
|  |                        |              |              |    |             |             |  |  |        |        |
|  | Шпанија                | 28           |              |    |             |             |  |  |        |        |
|  | Шпанија                | 28           |              |    |             |             |  |  |        |        |

### Четвртфинале
| 14. децембар 2021. 17.30 | Данска  | 30 : 25   | Бразил     | Палата спортова Гранољерс, Гранољерс Судије: Секулић, Јовандић |
| 14. децембар 2021. 17.30 | Нолсе 6 | (14 : 13) | Кардосо 10 | Палата спортова Гранољерс, Гранољерс Судије: Секулић, Јовандић |
| 14. децембар 2021. 17.30 | 5× 1×   | Детаљи    | 4× 1×      | Палата спортова Гранољерс, Гранољерс Судије: Секулић, Јовандић |

| 14. децембар 2021. | Шпанија  | 26 : 21   | Немачка   | Палата спортова Гранољерс, Гранољерс Судије: Кристијансен, Хансен |
| 14. децембар 2021. | Кампос 7 | (14 : 10) | Мајдхоф 6 | Палата спортова Гранољерс, Гранољерс Судије: Кристијансен, Хансен |
| 14. децембар 2021. | 1× 2×    | Детаљи    | 3× 1×     | Палата спортова Гранољерс, Гранољерс Судије: Кристијансен, Хансен |

| 15. децембар 2021. 17.30 | Норвешка | 34 : 28   | Рукометни савез Русије    | Палата спортова Гранољерс, Гранољерс Судије: Мерц, Кутлер |
| 15. децембар 2021. 17.30 | Мерк 9   | (19 : 15) | Маркова, Скоробогаченко 4 | Палата спортова Гранољерс, Гранољерс Судије: Мерц, Кутлер |
| 15. децембар 2021. 17.30 | 2× 1×    | Детаљи    | 3× 1×                     | Палата спортова Гранољерс, Гранољерс Судије: Мерц, Кутлер |

| 15. децембар 2021. 20.30 | Француска         | 31 : 26   | Шведска  | Палата спортова Гранољерс, Гранољерс Судије: Алпаидзе, Березкина |
| 15. децембар 2021. 20.30 | три играчице по 4 | (15 : 15) | Хагман 9 | Палата спортова Гранољерс, Гранољерс Судије: Алпаидзе, Березкина |
| 15. децембар 2021. 20.30 | 3×                |           | 2×       | Палата спортова Гранољерс, Гранољерс Судије: Алпаидзе, Березкина |

### Полуфинале
| 17. децембар 2021. 17.30 | Француска | 23 : 22   | Данска     | Палата спортова Гранољерс, Гранољерс Судије: Алварез, Бустаманте |
| 17. децембар 2021. 17.30 | Фопа 4    | (10 : 12) | Хавгстед 5 | Палата спортова Гранољерс, Гранољерс Судије: Алварез, Бустаманте |
| 17. децембар 2021. 17.30 | 1× 2×     | Детаљи    | 4× 2×      | Палата спортова Гранољерс, Гранољерс Судије: Алварез, Бустаманте |

| 17. децембар 2021. 20.30 | Норвешка | 27 : 21   | Шпанија  | Палата спортова Гранољерс, Гранољерс Судије: Мерц, Кутлер |
| 17. децембар 2021. 20.30 | Мерк 8   | (11 : 11) | Кабрал 5 | Палата спортова Гранољерс, Гранољерс Судије: Мерц, Кутлер |
| 17. децембар 2021. 20.30 | 3×       | Детаљи    | 2× 3×    | Палата спортова Гранољерс, Гранољерс Судије: Мерц, Кутлер |

### Утакмица за 3. место
| 19. децембар 2021. 14.30 | Данска    | 35 : 28   | Шпанија  | Палата спортова Гранољерс, Гранољерс Судије: Коњичанин, Коњичанин |
| 19. децембар 2021. 14.30 | Бургорд 7 | (16 : 13) | Мартин 6 | Палата спортова Гранољерс, Гранољерс Судије: Коњичанин, Коњичанин |
| 19. децембар 2021. 14.30 | 3× 1×     | Детаљи    | 4× 1×    | Палата спортова Гранољерс, Гранољерс Судије: Коњичанин, Коњичанин |

### Финале
| 19. децембар 2021. 17.30 | Француска | 22 : 29   | Норвешка  | Палата спортова Гранољерс, Гранољерс Судије: Алпаидзе, Березкина |
| 19. децембар 2021. 17.30 | Пино 4    | (16 : 12) | Рејстад 6 | Палата спортова Гранољерс, Гранољерс Судије: Алпаидзе, Березкина |
| 19. децембар 2021. 17.30 | 4× 1×     | Детаљи    | 3× 2×     | Палата спортова Гранољерс, Гранољерс Судије: Алпаидзе, Березкина |

| 2. место Француска | Победник Светског првенства у рукомету за жене 2021. Норвешка 4. титула | 3. место Данска |

## Коначан пласман
| Место | Репрезентација         |
| ----- | ---------------------- |
|       | Норвешка               |
| 2     | Француска              |
| 3     | Данска                 |
| 4.    | Шпанија                |
| 5.    | Шведска                |
| 6.    | Бразил                 |
| 7.    | Немачка                |
| 8.    | Рукометни савез Русије |
| 9.    | Холандија              |
| 10.   | Мађарска               |
| 11.   | Јапан                  |
| 12.   | Србија                 |
| 13.   | Румунија               |
| 14.   | Јужна Кореја           |
| 15.   | Пољска                 |
| 16.   | Аустрија               |
| 17.   | Словенија              |
| 18.   | Хрватска               |
| 19.   | Чешка                  |
| 20.   | Порторико              |
| 21.   | Аргентина              |
| 22.   | Црна Гора              |
| 23.   | Конго                  |
| 24.   | Казахстан              |
| 25.   | Ангола                 |
| 26.   | Словачка               |
| 27.   | Тунис                  |
| 28.   | Камерун                |
| 29.   | Парагвај               |
| 30.   | Узбекистан             |
| 31.   | Иран                   |
| 32.   | Кина                   |

|  | Квалификован на Светско првенство 2023. |

| Првак 25. Светског првенства у рукомету за жене · Норвешка Састав: Хени Рејстад, Емили Хег Арнсен, Вероника Кристијансен, Нора Мерк, Стине Бредал Офтедал, Малин Авне, Силје Солберг, Кари Братсет Дале, Вилде Ингстад, Катрин Лунде, Моа Хегдал, Марит Ресберг Јакобсен, Камила Херем, Сана Солберг-Исаксен, Кристин Брејстел, Емили Ховден, Рике Гранлунд, Марен Ниланд Ордал. · Селектор: Тоурир Хергејрсон |

## Најбољи тим првенства
Ол-стар тим и најбоља играчица првенства (МВП) саопштени су 19. децембра.
| Позиција      | Играчица          |
| ------------- | ----------------- |
| МВП           | Кари Братсет Дале |
| Голман        | Сандра Тофт       |
| Десно крило   | Кармен Мартин     |
| Десни бек     | Нора Мерк         |
| Централни бек | Грејс Зади        |
| Леви бек      | Хени Рејстад      |
| Лево крило    | Корали Ласурс     |
| Пивот         | Полета Фопа       |

## Статистике
| Место | Играчица            | Репрезентација | Бр. голова | Бр. шутева | %  |
| ----- | ------------------- | -------------- | ---------- | ---------- | -- |
| 1     | Натали Хагман       | Шведска        | 71         | 91         | 78 |
| 2     | Александрина Кабрал | Шпанија        | 44         | 81         | 54 |
| 3     | Ирина Александрова  | Казахстан      | 43         | 87         | 49 |
| 3     | Елке Карстен        | Аргентина      | 43         | 73         | 59 |
| 3     | Патриција Ковач     | Аустрија       | 43         | 74         | 58 |
| 3     | Нора Мерк           | Норвешка       | 43         | 62         | 69 |
| 7     | Сирил Ебанга        | Камерун        | 41         | 79         | 52 |
| 7     | Јованка Радичевић   | Црна Гора      | 41         | 56         | 73 |
| 9     | Бо ван Ветеринг     | Холандија      | 40         | 50         | 80 |
| 10    | Кари Братсет Дале   | Норвешка       | 38         | 46         | 83 |
| 10    | Албертина Касома    | Ангола         | 38         | 42         | 90 |
| 10    | Хени Рејстад        | Норвешка       | 38         | 60         | 63 |

| Место | Играчица             | Репрезентација | %  | Бр. одбрана | Бр. шутева |
| ----- | -------------------- | -------------- | -- | ----------- | ---------- |
| 1     | Алтеа Рејнхард       | Данска         | 50 | 71          | 141        |
| 2     | Јара тен Холте       | Холандија      | 44 | 24          | 54         |
| 3     | Сандра Тофт          | Данска         | 43 | 80          | 188        |
| 4     | Кристина Граовац     | Србија         | 40 | 26          | 65         |
| 4     | Тес Вестер           | Холандија      | 40 | 72          | 181        |
| 6     | Марта Алберто        | Ангола         | 37 | 43          | 115        |
| 7     | Јохана Бундсен       | Шведска        | 36 | 20          | 56         |
| 7     | Мерседес Кастељанос  | Шпанија        | 36 | 50          | 137        |
| 7     | Силвија Наваро       | Шпанија        | 36 | 64          | 179        |
| 7     | Викторија Огунтојова | Словачка       | 36 | 38          | 107        |
| 7     | Силје Солберг        | Норвешка       | 36 | 45          | 124        |

| Место | Играчица             | Репрезентација | Бр. асистенција |
| ----- | -------------------- | -------------- | --------------- |
| 1     | Патриција Ковач      | Аустрија       | 46              |
| 2     | Лариса Нусер         | Холандија      | 45              |
| 2     | Јамина Робертс       | Шведска        | 45              |
| 4     | Нора Мерк            | Норвешка       | 44              |
| 5     | Нацуки Аизава        | Јапан          | 42              |
| 5     | Стине Бредал Офтедал | Норвешка       | 42              |
| 5     | Ли Ми Ђунг           | Јужна Кореја   | 42              |
| 8     | Грејс Зади           | Француска      | 41              |
| 9     | Итана Грбић          | Црна Гора      | 39              |
| 10    | Марица Фарија        | Парагвај       | 36              |
| 10    | Кристина Јергенсен   | Данска         | 36              |
| 10    | Ађани Нгуоко         | Камерун        | 36              |

| Место | Играчица                      | Репрезентација | Укупно | Просек |
| ----- | ----------------------------- | -------------- | ------ | ------ |
| 1     | Лине Хавгстед                 | Данска         | 19     | 2,1    |
| 2     | Лилиана Венансио              | Ангола         | 15     | 2,1    |
| 3     | Кели Дулфер                   | Холандија      | 12     | 2,0    |
| 4     | Тамирес Морена Лима де Араужо | Бразил         | 10     | 1,4    |
| 5     | Кари Братсет Дале             | Норвешка       | 9      | 1,0    |
| 5     | Кристине Брејстел             | Норвешка       | 9      | 1,0    |
| 7     | Данијела де Јонг              | Шведска        | 8      | 1,1    |
| 7     | Албертина Касома              | Ангола         | 8      | 1,1    |
| 9     | Карина дос Сантос             | Парагвај       | 7      | 1,0    |
| 9     | Беатрис Едвиж                 | Француска      | 7      | 0,8    |
| 9     | Ирене Еспинола Перез          | Шпанија        | 7      | 0,8    |
| 9     | Марија Петровић               | Србија         | 7      | 1,2    |
| 9     | Даник Снелдер                 | Холандија      | 7      | 1,2    |
| 9     | Ивет Јуо                      | Камерун        | 7      | 1,0    |